# Liste der Naturdenkmale in Lehmen
Die Liste der Naturdenkmale in Lehmen nennt die im Gemeindegebiet von Lehmen ausgewiesenen Naturdenkmale (Stand 2. Mai 2024).

## Naturdenkmale
| Nr.         | Bezeichnung | Lage                                         | Beschreibung | Bild                                    |
| ----------- | ----------- | -------------------------------------------- | ------------ | --------------------------------------- |
| ND-7137-379 | Linde       | westlich des Ortes; Flur Am Fußfällchen Lage | Tilia sp.    | Direkt Bild zu diesem Denkmal hochladen |